# Biomethane Purchase Agreement
Un Biomethane Purchase Agreement ou Biogas Purchase Agreement (BPA) est un contrat de vente de biométhane signé entre un producteur de gaz renouvelable et un consommateur. Le cadre juridique est dérivé des contrats de vente directe d'électricité (aussi appelés PPA pour Power Purchase Agreement) développés plusieurs années avant eux.

## Cadre juridique
Les BPA sont des contrats de gré à gré. 
En droit français depuis la Loi relative à l'accélération de la production d'énergies renouvelables de 2023, il existe trois types de BPA, dans le cadre de la « vente directe de gaz » : 
- les BPA directs, où l'un des acteurs intervient sur le marché du gaz avec une licence de fourniture ;
- les BPA indirects, où un fournisseur intervient dans le contrat pour assurer les relations avec les gestionnaires de réseau ;
- les BPA financiers, où l'acheteur s'engage à acheter les garanties d'origine en échange du maintien d'un prix cible convenu pour l'ensemble molécule de méthane + GO malgré les fluctuations du marché du gaz naturel.

Le gaz concerné par ces contrats peut être du biogaz (issu de biomasse), du gaz renouvelable ou du gaz bas-carbone. Les pouvoirs adjudicateurs ont la possibilité de conclure ces contrats dans le cadre du code de la commande publique.

## Diffusion
En France, une poignée de contrats sont signés en 2023-2024, à la suite de l'ouverture de nouvelles possibilités juridiques dans la Loi relative à l'accélération de la production d'énergies renouvelables de 2023. La durée des contrats peut varier selon l'ancienneté et la taille de l'unité qui produit le gaz : plus l'investissement restant à amortir est important, plus le producteur cherchera un contrat long.
Ailleurs, les BPA se sont développés bien avant en l'absence de tarif d'achat public. On peut citer des contrats en Colombie-Britannique en 2020 et à l'occasion d'une extension d'unité en 2022 et au Royaume-Uni en 2023 pour la vente de biométhane issu du traitement des eaux usées du Yorkshire.